# Ministère de la Culture et de l'Artisanat
Cet article concerne un ministère guinéen. Pour son équivalent nigérien, voir Ministère de la Culture, du Tourisme et de l'Artisanat (Niger).
Le ministère de la Culture et de l'Artisanat est un ministère guinéen.

## Titulaires depuis 2010
| Nom | Nom                    | Dates du mandat | Dates du mandat | Gouvernement(s)            |
| --- | ---------------------- | --------------- | --------------- | -------------------------- |
| | Mariam Bah             | 24/12/2010      | 15/01/2014      | Saïd Fofana I              |
| | Louceny Camara         | 24/01/2014      | 26/12/2015      | Saïd Fofana II             |
| | Thierno Ousmane Diallo | 26/12/2015      | 19/06/2020      | Youla et Kassory I         |
| | Salla Fanta Camara     | 19/06/2020      | 05/09/2021      | Kassory II                 |
| | Alpha Soumah           | 4/11/2021       | 19/02/2024      | Béavogui et Bernard Goumou |
| | Moussa Moïse Sylla     | 13/03/2024      | En cours        | Gouvernement Bah Oury      |
| Dans l'intervalle entre les mandats, le ministre sortant assure la gestion des affaires courantes. Titres successifs : - 2021 - 2025 : Ministre de la culture, du Tourisme et de l'Artisanat - Depuis juin 2025 : Ministre de la culture et de l'Artisanat |                        |                 |                 |                            |